# 普兴站
普兴站是一个成昆线上的铁路车站，位于四川省成都市新津区普兴街道养正社区，目前为二等站，邮政编码为611434。车站目前不办理客运业务，货运办理整车货物发到，货源吸引区为蒲江县、新津区、邛崃县及周边地区，为成都市主要的货运车站之一。

## 概要
车站建于1958年，1960年开始试运营，1970年正式通车，初名新津站。车站在建站初期设有3条到发线、1条货车线:348。
2003年车站投资3000万元人民币对货场进行扩建以应付成昆铁路电气化后日益增长的货运到发量，货场扩建项目竣工后车站由四等站升至二等站:361。
2008年10月新津货站扩建工程动工。扩建工程作为成昆货车外绕线的一部分，试图将新津站货场打造成成都南部及未来天府新区的物流中心。新津货运中心与2012年8月投用。新站采用横列通过式布置，站内设有通往中石油西南销售分公司、中央储备粮成都直属库、四川省公路交通应急装备物资储备中心、中粮成都产业园、四川国储天府物流等单位的专用线。
2014年8月10日车站更名为普兴站。
2014年9月下旬西部战区成都铁路局军代处在车站附近建成军交运输保障训练基地。基地面积2万平方米，为部队提供部队铁路输送训练设施。
2017年6月21日车站所在的成昆铁路花龙门至彭山区间实现复线化。2018年11月车站货场新建一条货物线。车站在复线化后设有6条股道（含2条正线），货场设有4条股道。